# Félix Doubront
Félix Antonio Doubront (* 23. Oktober 1987 in Puerto Cabello, Carabobo, Venezuela) ist ein venezolanischer professioneller Baseball-Pitcher in der Major League Baseball. Sein Debütspiel bestritt er für die Boston Red Sox am 18. Juni 2010. Bis zum jetzigen Zeitpunkt steht er bei Boston unter Vertrag.

## Gehalt
Doubronts Gehalt seit 2011 beläuft sich bisher auf 2.005.500 USD.